# Ministerio de Hacienda (Costa Rica)
El Ministerio de Hacienda de Costa Rica es el ministerio de gobierno de Costa Rica encargado de regir sobre la política fiscal que garantiza la obtención y aplicación de los recursos públicos, según los principios de economía, eficiencia y eficacia, mediante procesos modernos e integrados, para lograr una sociedad más próspera, justa y solidaria. Su actual titular es Nogui Acosta Jaén.

## Historia
Tras la Independencia, el Gobierno de Costa Rica recayó en la Junta Superior Gubernativa según lo estipulado en el Pacto Social Interino de la Provincia de Costa Rica o Pacto de Concordia suscrito el 1 de diciembre de 1821, este estipuló la existencia de un secretario de economía y política pública.
Durante el período de la Federación Centroamericana existió un sistema conjunto de Hacienda, dividido en órganos como: Suprema Dirección del ramo de Hacienda, Intendencia General de Hacienda, Asesor de la Intendencia, Fiscal de la Hacienda, Consejo de Hacienda, Contaduría Mayor de Cuentas.
En la Constitución de 1825 se establecía la creación del Tribunal de Cuentas. Este organismo se hizo efectivo el 6 de setiembre del mismo año con la finalidad de atender la administración e inversión de los fondos estatales y locales.
El 14 de octubre de 1825, mediante Decreto Ejecutivo se creó la Tesorería General de Hacienda del Estado y su Caja principal, bajo la jerarquía de un Ministro General, un Factor (a quien le corresponden los aspectos de tabacos, pólvora, salitre y papel sellado) y un Contador encargado del ramo de las alcabalas.
Mediante Decreto 191 del 5 de junio de 1829, se emite la Ley Orgánica de Administración de Hacienda Pública en las rentas de la Federación y las del Estado por lo que habría una administración principal de aduanas marítimas, con un administrador y un contador. La Tesorería General continuó en oficina separada, y compuesta por el Ministro Tesorero y un Contador.
La Constitución de 1844 estableció el Ministerio de Hacienda y Guerra como una dependencia del Supremo Jefe de Estado, y conservó el Tribunal de Cuentas. Durante la Constitución de 1847 se le llama Ministerio de Hacienda, Educación Pública, Guerra y Marina (conformado por dos jefaturas) y se eleva al rango constitucional el Tesorero de Estado.
En 1858 se le denomina con el nombre de Ministerio de Hacienda y en 1859 pasa de nuevo a llamarse Secretaría.
En las constituciones de 1869 y 1871 a la Secretaría de Hacienda se le designa como Secretaría de Estado. En la Constitución de 1917 se vuelve a utilizar el de Ministerio de Estado.
En 1948, con el reordenamiento que realiza la Junta Fundadora de la Segunda República deja de llamarse Secretaría de Economía y Hacienda al denominársele Ministerio de Economía, Hacienda y Comercio. Con la Constitución de 1949, vigente hasta hoy, se asume el nombre de ministerio de Estado. A inicios de 1966 al Ministerio de Economía y Hacienda se separa, la Dirección General de Integración Económica y la Dirección General de Estadística y Censos, pasan al recién creado Ministerio de Industria y Comercio.

## Funciones
Según la Ley n.° 3644 del 16 de diciembre de 1965,  Ley de Presupuesto Ordinario y Extraordinario, la cual separa a los Ministerios de Hacienda y Economía, el Ministerio tiene como objetivo coadyuvar en el incremento de la carga tributaria, participar en el proceso de iniciativas de mejora al sistema tributario costarricense y mejorar la productividad y la calidad de los servicios que ofrece la Dirección General de Hacienda.
El Ministerio de Hacienda de Costa Rica tiene, entre algunas de sus funciones, las siguientes:
- Asesorar al Ministro de Hacienda en toda materia relativa al sistema tributario.
- Realizar, en forma sistemática, estudios y análisis de las diversas fuentes de ingresos públicos y proponer las modificaciones o medidas necesarias, a fin de garantizar un sistema tributario que satisfaga las necesidades fiscales y al mismo tiempo contribuya al desenvolvimiento económico del país.
- Estudiar y analizar, sistemáticamente, la aplicación de las leyes, decretos, reglamentos, contratos y cualesquiera otros documentos que generan derechos a favor del Tesoro Público y proponer las medidas necesarias para garantizar, en forma exacta y eficaz, la percepción de los ingresos respectivos.
- Llevar un control permanente de todas las obligaciones a favor del Tesoro Público y tomar las medidas adecuadas para su pronta cancelación.
- Coordinar la labor de todas las oficinas administradoras de rentas públicas, revisar los procedimientos y sistemas empleados y tomar las medidas indispensables para su mejoramiento.
- Cualesquiera otras que se consideren necesarias para el cumplimiento de sus finalidades.

## Estructura
El Ministerio de Hacienda de Costa Rica se estructura en los siguientes órganos y dependencias:
- Despacho del Ministro.
  - Auditoría Interna.
  - Contraloría de Servicios.
  - Dirección Administrativa y Financiera.
  - Dirección Jurídica.
  - Dirección de Planificación Institucional.
  - Dirección de Tecnologías de Información y Comunicación.
  - Centro de Investigación y Formación Hacendaria.
  - Secretaria Técnica de Autoridad Presupuestaria.
  - Unidad de Asuntos Internos.
  - Unidad de Comunicación Institucional.
- Viceministerio de Ingresos.
  - Dirección General de Aduanas.
  - Dirección General de Hacienda.
  - Dirección General de Tributación.
  - Dirección de la Policía de Control Fiscal.
- Viceministerio de Egresos.
  - Dirección de Crédito Público.
  - Dirección General de Administración de Bienes y Contratación Administrativa.
  - Dirección General de Contabilidad Nacional.
  - Dirección General de Presupuesto Nacional.
  - Dirección de Tesorería Nacional.

Además cuenta con los siguientes órganos desconcentrados: 
- Tribunal Aduanero Nacional.
- Tribunal Fiscal Administrativo.